# Héroes del Silencio
Héroes del Silencio (Hrdinové ticha) byla španělská rocková skupina. Založil ji v roce 1984 v Zaragoze kytarista Juan Valdivia pod jménem Zumo de Vidrio, později se přidal zpěvák Enrique Bunbury a skupina změnila název na Héroes del Silencio. Hudebně vycházeli ze stylu Led Zeppelin, texty se inspirovaly tvorbou spisovatelů jako byli William Blake nebo Charles Baudelaire. Album Avalancha bylo v roce 1995 nejprodávanější ve Španělsku, v roce 1996 získali cenu barcelonského rozhlasu Premios Ondas pro nejlepší hudební skupinu. Kapela ukončila činnost v roce 1996.

## Diskografie (řadová alba)
- Héroe de Leyenda (1987)
- El Mar No Cesa (1988)
- Senderos de Traición (1990)
- El Espíritu del Vino (1993)
- Avalancha (1995)